# 전북특별자치도무주교육지원청
전북특별자치도무주교육지원청(全北特別自治道茂朱敎育支援廳, Muju Office of Education)은 전북특별자치도 무주군을 관할하는 전북특별자치도교육청 산하의 교육지원청이다.
교육장은 장학관으로 보한다.

## 산하 기관

### 초등학교
| - 괴목초등학교 - 구천초등학교 - 무주중앙초등학교 - 무주초등학교 - 무풍초등학교 | - 부남초등학교 - 부당초등학교 - 설천초등학교 - 안성초등학교 - 적상초등학교 |

### 중학교
| - 무주중학교 - 무풍중학교 - 부남중학교 | - 설천중학교 - 안성중학교 - 적상중학교 |